# Klein Bünzow
Klein Bünzow er en by og kommune i det nordøstlige Tyskland, beliggende i Amt Züssow i den nordlige del af Landkreis Vorpommern-Greifswald. Landkreis Vorpommern-Greifswald ligger i delstaten Mecklenburg-Vorpommern.

## Geografi
Klein Bünzow er en arealmæssigt stor kommune i landkreisen. Den ligger i en skovfattig region uden større bakker eller vandløb og søer. Mod nord grænser den op til Naturschutzgebiet Karlsburger und Oldenburger Holz.
Kommunen er beliggende omkring seks kilometer nordvest for Anklam og omkring 18 kilometer øst for Gützkow.
I kommunen ligger ud over Klein Bünzow, landsbyerne:
- Groß Bünzow
- Groß Jasedow
- Klitschendorf
- Pamitz
- Ramitzow
- Salchow

### Nabokommuner
Nabokommuner er Karlsburg mod nord, Rubkow mod øst, Ziethen mod syd, Groß Polzin mod sydvest, Schmatzin mod vest og Züssow mod nordvest.

### Trafik
Bundesstraße B 109 krydser kommunen. Jernbanen Stralsund–Berlin går gennem Klein Bünzow, og her ligger en tidligere station, og et moderne stoppested.

## Eksterne kilder og henvisninger
- Wikimedia Commons har flere filer relateret til Klein Bünzow

- Kommunens side  på amtets websted